# Reginaldo Sodré
Reginaldo Sodré (Uibaí, 27 de maio de 1957) é um compositor, cantor e produtor brasileiro.

## Biografia
Nascido no estado da Bahia, é conhecido por compor várias músicas para o cantor Amado Batista e outros artistas. Compositor de mais de 100 sucessos, entre os quais: "Alucinação", "Meu ex amor", "Não quero falar com ela", "Menininha meu amor", "Eu sou seu fã" e etc.
Conhecido principalmente por sua parceria com Amado Batista por quase quatro décadas, sendo esta uma das mais duradouras do país, ao lado de Roberto e Erasmo.
Seu estilo o coloca entre os compositores brasileiros mais românticos, tendo ajudado a construir uma das obras mais vitoriosas do Brasil, que ultrapassa a faixa dos 30 milhões de discos vendidos.
Reside atualmente em São Paulo, onde se dedica a composição e também produção de discos.

## Discografia
- Eu vou (1976) - Compacto Simples
- Vivos e Mortos (1977) - Compacto Simples
- Eu amo você (1992) - LP
- Tem pena de mim (1994) - LP
- É Só Me Chamar (2014) - CD (Gravadora MD MUSIC)